# Route départementale 5 (Isère)
Pour les articles homonymes, voir Route départementale 5.
La route départementale 5, abrégée en RD 5 ou D5, est une route départementale de l'Isère reliant Grenoble à Vizille. Elle constitue l'extrémité nord de l'ancienne RN 91, qui reliait Grenoble à Briançon via Vizille, Le Bourg-d'Oisans et le col du Lautaret.
Elle est intégralement située sur le territoire de la métropole de Grenoble, qui assure son exploitation. Elle est sur la majorité de son tracé bidirectionnelle à deux voies, sauf sur son extrémité nord, au centre de Grenoble, où elle est à sens unique, voire à circulation limitée.
La RD 5 est parcourue par plusieurs lignes de bus du réseau TAG, dont une ligne forte (Chrono) entre Grenoble et Eybens et plusieurs lignes de desserte locale (Flexo) qui relient les communes situées le long de la route ainsi que quelques villages environnants (Herbeys, Montchaboud).
Cet itinéraire permet également de délester le trafic de la N85 (route de Gap et des stations de l'Oisans) en heure de pointe et pendant les vacances.

## Tracé
- Grenoble
  - cours Berriat
  - cours Lafontaine
  - boulevard Agutte-Sembat
  - boulevard Maréchal Lyautey
  - place Paul-Mistral
  - avenue Jean-Perrot
- Eybens
  - avenue Jean Jaurès
  - avenue du Maquis de l'Oisans
- Brié-et-Angonnes
  - Tavernolles (hameau)
  - Souveyron (hameau)
  - Brié (hameau)
- Vizille